# 1594

## أحداث
- تأسيس مدينة هوماهواكا [الإنجليزية] وتقع حاليا في الأرجنتين.
- تأسيس مدينة سان لويس وتقع حاليا في الأرجنتين.
- بداية حرب التسع سنوات في 1594 والتي انتهت في 1603.

## مواليد
- غوستاف الثاني أدولف
- نيكولا بوسان

## وفيات
- توماس كيد